# Hauptmann (cràter)
Hauptmann és un cràter d'impacte en el planeta Mercuri de 118 km de diàmetre. Porta el nom del dramaturg alemany Gerhart Hauptmann (1862-1946), i el seu nom va ser aprovat per la Unió Astronòmica Internacional el 1985.